# Martin Stein (personaje)
Martin Stein es un personaje ficticio que aparece en los cómics estadounidenses publicados por DC Comics. Se le asocia comúnmente con, ya veces lo es, el superhéroe Firestorm.
Stein ha hecho varias apariciones en medios relacionados con DC, como la serie de televisión de Arrowverso The Flash y Legends of Tomorrow, en la que es interpretado por Victor Garber.

## Historial de publicaciones
Apareció por primera vez en Firestorm the Nuclear Man # 1 (marzo de 1978) fueron creados por Gerry Conway y Al Milgrom.

## Biografía ficticia
El físico Martin Stein, ganador del Premio Nobel, se vio atrapado en un accidente que les permitió fusionarse en Firestorm, el "Hombre Nuclear" con el estudiante Ronnie Raymond. Debido a que Stein estaba inconsciente durante el accidente, Raymond estaba al mando de la forma Firestorm con Stein una voz de la razón dentro de su mente, capaz de ofrecerle consejos a Raymond sobre cómo usar sus poderes sin tener ningún control sobre su forma dual. Las bromas entre los dos fueron un sello distintivo de sus aventuras. Stein inicialmente desconocía por completo su identidad dual, dejándolo preocupado por sus inusuales desapariciones y apagones, pero Ronnie finalmente pudo convencerlo de la verdad, permitiéndoles vincularse como individuos separados en lugar de como partes de un todo.
Después del accidente, Firestorm se dedicó a defender la ciudad de Nueva York de amenazas como Multiplex y Killer Frost. La serie de 1982 comenzó con el adolescente Raymond adaptándose a su nuevo papel y luego profundizó en el tema de la carrera de armamentos nucleares. La furia de Firestorm desarrolló lentamente las vidas de Raymond y Stein, mientras el adolescente luchaba con la escuela secundaria y avanzaba hacia la graduación y el científico encontró una vida fuera del laboratorio después de enterarse de su vínculo con Raymond. Un segundo héroe nuclear, Firehawk, se agregó como un interés amoroso para Firestorm en 1984. En el mismo año, el personaje de Felicity Smoak fue presentado, inicialmente teniendo una relación combativa con Raymond, pero finalmente se convirtió en su madrastra después de su matrimonio con su padre Eddie. La serie también trató de crear una sensación de diversión, algo que Gerry Conway sintió que faltaba durante sus años escribiendo Spider-Man; Las bromas entre Ronnie Raymond y Martin Stein contribuyeron a esto. Después de graduarse de la escuela secundaria, Raymond ingresó a la universidad en Pittsburgh, donde Stein había sido contratado como profesor. Después, juntos buscaron una cura para su vínculo.
Cuando Conway dejó la serie en 1986, John Ostrander (con el artista Joe Brozowski) comenzó a escribir las historias de Firestorm. Su primer gran arco narrativo enfrentó a Firestorm contra el mundo, ya que el héroe, siguiendo una sugerencia de un profesor Stein con una enfermedad terminal, exigió que Estados Unidos y la Unión Soviética destruyeran todas sus armas nucleares. Después de enfrentamientos con la Liga de la Justicia y la mayoría de sus enemigos, Firestorm enfrentó al superhéroe nuclear ruso Pozhar en el desierto de Nevada, donde una bomba atómica cayó sobre ellos. Resultó un nuevo Firestorm, una fusión de los dos héroes: este nuevo Firestorm estaba compuesto por Ronnie Raymond y el ruso Mikhail Arkadin, pero controlada por la mente amnésica incorpórea de Martin Stein.
Firestorm con Arkadin resultó ser una fase de transición, ya que en 1989 Ostrander cambió fundamentalmente el carácter de Firestorm al revelar que Firestorm era un "Elemental de fuego". Firestorm ahora se convirtió en una especie de cruzado ambiental, formado a partir de Ronnie Raymond, Mikhail Arkadin y Svarozhich, un clon soviético del Firestorm anterior, pero con una nueva mente. El profesor Stein, que ya no formaba parte de la composición, continuó desempeñando un papel, pero la atención se centró en este personaje radicalmente diferente. El nuevo artista Tom Mandrake crearía una nueva apariencia para combinar. Fue durante esta fase que Firestorm conoció y se hizo amigo de Sango y los Orishas, los dioses elementales de Nigeria. También conoció a su deidad principal y al hermano mayor de Sango, Obatalá, Señor de la Tela Blanca.
En el número 100 de la serie, Stein se enteró de que estaba destinado a ser el verdadero Elemental de Fuego y lo habría sido si no fuera porque Raymond también estaba allí por las circunstancias. Raymond y Arkadin regresaron a sus vidas anteriores, y Stein como Firestorm fue accidentalmente exiliado al espacio profundo en el proceso de salvar la Tierra. A partir de entonces, pasó muchos años viajando por el espacio como un vagabundo, regresando a la Tierra solo en raras ocasiones.
En la miniserie de 2006 Crisis infinita se reveló que Martin Stein, vivo en el espacio como el "Elemental Firestorm", había sentido la presencia de Jason Rusch dentro de Firestorm Matrix, pero desconocía la desaparición final de Ronnie Raymond. Cuando Jason, como Firestorm, fue gravemente herido en el cumplimiento del deber, Stein se vinculó con él en una variación de la fusión, prometiéndole a Jason un nuevo cuerpo de Firestorm para permitirle regresar a la batalla (aunque Martin no había podido salvar a Mick) y preguntando él sobre el destino de Ronnie.
Al aceptar la propuesta de Martin, Jason le pidió a Stein que se convirtiera en el segundo miembro permanente de la matriz Firestorm. Sintiendo que sus "errores" (incluida la muerte de Mick) eran el resultado de su juventud y falta de experiencia, buscó la experiencia y la madurez de Stein. Stein se negó al principio, pero luego aceptó la solicitud de Jason, asegurando así tanto un nuevo cuerpo de Firestorm como la reconstrucción de cuerpos humanos tanto para Rusch como para Stein.
En Crisis infinita se reveló que si el Multiverso hubiera sobrevivido hasta el presente, Jason habría sido un nativo de la Tierra-8.
A medida que la trama avanzó un año (y la serie en sí fue rebautizada como Firestorm the Nuclear Man desde el número 23 en adelante), el profesor Stein desapareció misteriosamente y Jason Rusch se fusionó con Firehawk para convertirse en Firestorm, lo que le permitió usa sus poderes también. Los dos decidieron buscar a Stein juntos. Stein había sido secuestrado y torturado por Pupil, un ex asistente de enseñanza de Martin. Flanqueado por los D.O.L.L.I., un grupo de soldados cyborg de capacidad cognitiva limitada, el alumno (antes conocido como Adrian Burroughs) interrogó al casi muerto Stein sobre los secretos del universo. Jason y Lorraine, junto con el misterioso teletransportador Gehenna, liberaron al Stein capturado y lo recuperaron por completo.
El equipo Firestorm de Jason y Firehawk hizo varias apariciones en todo el universo de DC antes de que terminara la búsqueda de Martin Stein.
Jason Rusch y Martin Stein conocen a Shilo Norman, y son atacados sucesivamente por miembros de los Nuevos Dioses como Orión de Nuevo Génesis, Abuela Bondad de las Furias Femeninas y un Kalibak de Apokolips enormemente aumentado. Shilo informa a Stein y Rusch que una cuarta parte de la Ecuación de la vida está oculta dentro de la Matriz de Firestorm. Los otros están en manos de los otros tres Elementales de la Tierra (posiblemente el Tornado Rojo, Naiad y Cosa del Pantano). Darkseid teme que la Ecuación de la vida pueda desafiarlo a él y a su Ecuación contra la vida. Orion deseaba mantener a salvo al profesor Stein, y la élite de Darksied deseaba asegurar la Matriz para Darkseid. El Señor del Mal descendió sobre ellos, arrancó al profesor de Rusch dentro de Matrix y luego desapareció sin dejar rastro. Jason, con Gehenna como un "socio oculto" en su fusión, comenzó su búsqueda del Dr. Stein desaparecido.
Regresa en la miniserie Brightest Day de 2010-2011, reuniéndose con un Ronnie Raymond resucitado sin que se fusionen. Mientras se recupera en el hospital, Stein le explica a Ronnie que parece ser muy peligroso fusionarse con Firestorm nuevamente. Además, se revela que Ronnie, después de salir rápidamente del hospital y ser amenazado por el padre de Jason para mantenerse alejado de Jason, mintió a todos, ya que parece recordar perfectamente el asesinato de Gehenna como Black Lantern.
Como Firestorm, Ronnie y Jason visitan a Stein en un intento por averiguar qué les está sucediendo. Stein les revela que Black Lantern Firestorm todavía existe en la Matrix Firestorm. Luego, la Entidad le dice a Firestorm que deben aprender unos de otros y derrotar a Black Lantern Firestorm antes de que destruya la Entidad. De alguna manera, Jason y Ronnie intercambian lugares.
Después de realizar una prueba, el profesor Stein revela el origen de la Matrix Firestorm. Stein cree que durante el experimento inicial fue capaz de capturar la chispa que precedió al Big Bang que creó nuestro universo, lo que convirtió a la matriz en un disparador de un nuevo Big Bang. Si los niños continúan experimentando un desequilibrio emocional, aumentan la probabilidad de desencadenar un nuevo big bang. Después de explicarles esto a los chicos, la voz dentro de ellos vuelve a hablar. Declarando que no es la matriz, un par de manos negras se extienden desde el interior de Firestorm. Separando por la fuerza a Jason y Ronnie, Black Lantern Firestorm se interpone entre ellos, separados de Ronnie y Jason y aparentemente llamándose a sí mismo "Deathstorm".
Deathstorm revela su plan a Stein, indicando que tiene la intención de crear suficiente inestabilidad emocional entre Ronnie y Jason como para que Matrix desencadene otro Big Bang destruyendo así toda la vida en el universo. Para ayudar a lograr este objetivo, Deathstorm absorbe la mente de Stein para usar su conocimiento de Ronnie en su contra.
Deathstorm y los Black Lanterns se teletransportan a un lugar desconocido, Firestorm (Jason y Ronnie) finalmente buscan la ayuda de la Liga de la Justicia. Firestorm llega al Salón de la Justicia pidiendo ayuda. Firestorm se coloca en una cámara de contención mientras la Liga busca una forma de estabilizar la energía. Sin embargo, una discusión interna entre Ronnie y Jason enciende la chispa, aparentemente resultando en la destrucción del universo. Ronnie y Jason notan rápidamente, después de derrotar a una colmena de Shadow Demons, que el universo no fue destruido como pensaban, sino que fueron transportados al Universo Anti-Materia. Allí son contactados por la Entidad que les revela que desde Boston Brand aún no ha encontrado a quien tomará el lugar de la Entidad, es la misión de Firestorm proteger la Entidad. Mientras tanto, Deathstorm y Black Lanterns se muestran en Qward entregando la Batería Blanca a alguien. Que alguien se revela como el Anti-Monitor buscando cosechar la energía vital dentro de la Linterna para hacerse más fuerte. Firestorm toma el White Lantern e intenta luchar contra el Anti-Monitor, pero es derrotado. Deathstorm luego saca al profesor Stein de su Matrix para burlarse de los dos. Deathstorm luego intenta convertir a Ronnie en sal, pero el profesor se lleva la peor parte del ataque. Enfurecido, Ronnie decide realmente trabajar junto con Jason para vengar al profesor. La Entidad luego declara que Ronnie ha cumplido su misión, devolviéndole la vida en un estallido de energía blanca que destruye los Black Lanterns, devuelve al padre de Jason a su casa y deposita a Firestorm en el bosque de Star City. Ronnie, enojado, intenta hacer que la Entidad resucite al Profesor, pero es rechazado. Luego llega Deadman, exigiendo que le entreguen la Linterna Blanca.

### The New 52
Después de los eventos de la historia de Flashpoint de 2011, la realidad de The New 52 alteró la historia personal de Firestorm para reiniciarse por completo. Ronnie Raymond ahora se presenta como un estudiante de último año de secundaria y el capitán del equipo de fútbol. Durante un ataque terrorista a su escuela, su compañero Jason Rusch saca un frasco que le dio el profesor Stein, que contiene la "Partícula de Dios", una de las creaciones de Stein. La Partícula de Dios transforma a Jason y Ronnie en Firestorm, y los dos adolescentes luchan brevemente entre sí antes de fusionarse accidentalmente en una criatura descomunal conocida como Fury.
Compartiendo la identidad de Firestorm, con Ronnie como la fuerza y Jason como el cerebro, Firestorm se considera para el reclutamiento en la Liga de la Justicia junto con varios otros héroes.

## Otras versiones

### Tierra-3
La contraparte del Sindicato del Crimen de Firestorm durante el evento "Trinity War" se presenta como Deathstorm de Tierra-3. Se revela que, en Tierra-3, el profesor Martin Stein experimentaría con humanos para descubrir el secreto de la vida a través de la muerte. Fue reclutado por uno de los enemigos del Sindicato del Crimen para determinar cuáles eran las debilidades individuales del Sindicato. Sin embargo, usó el nuevo laboratorio que proporcionó para continuar su experimentación humana, finalmente experimentando en sí mismo, fusionándose con un cadáver, convirtiéndose en Deathstorm. Es asesinado por Mazahs y le roba sus poderes.

## En otros medios

### Televisión

#### Animación
- Martin Stein apareció en Super Amigos: El Legendario Programa de los Super Poderosos y El Equipo de Super Poderosos: Guardianes Galácticos (las dos últimas series de Super Friends), con la voz de Olan Soule en la primera serie y de Ken Sansom en la segunda.
- Firestorm también apareció con el profesor Martin Stein y Ronnie Raymond en la serie de televisión Liga de la Justicia Ilimitada. El escritor / productor Dwayne McDuffie dijo que los productores tenían permiso de DC Comics para usar el personaje, pero los creadores del programa no pudieron inventar una historia que les gustara, y revelaron en la revista Wizard # 197 que los productores tenían la intención de usar la versión de Ronnie Raymond / Martin Stein como el personaje principal del episodio "The Greatest Story Never Told", pero fue reemplazado por Booster Gold.[28]
- Victor Garber repite su papel como Martin Stein en la serie web Vixen.[29]
- Martin Stein aparece en Justice League Action, con la voz de Stephen Tobolowsky. La historia del origen es muy similar al origen clásico. Cuando Stein acababa de encender un reactor nuclear, algunos delincuentes entraron para robar plutonio. Los criminales habían secuestrado a Ronnie de un viaje de campo como rehén. Los delincuentes decidieron arrojar unas granadas para hacer estallar el reactor. En la explosión, Ronnie y Stein se fusionaron, creando a Firestorm. Firestorm aparece por primera vez en "Nuclear Family Values", donde Firestorm tenía que evitar que la Familia Nuclear hiciera explotar una planta nuclear. Con la guía de Martin, Firestorm pudo encogerlos. Luego, Firestorm es reclutado en la Liga de la Justicia. En el episodio "Freezer Burn", Firestorm trabaja con Batman donde luchan contra el Sr. Frío, que está congelando Gotham City con una pistola de congelación especial en una aeronave que funciona con Killer Frost (Caitlin Snow). En el episodio "Field Trip", Firestorm, Blue Beetle y Stargirl reciben un recorrido por la Fortaleza de la Soledad de Superman cuando el General Zod, Ursa y Quex-Ul son liberados accidentalmente. Con Superman incapacitado, Firestorm con la guía de Martin trabaja para hacer Kryptonita mientras Blue Beetle y Stargirl luchan contra el grupo de Zod. Firestorm transmuta parte del hielo en kryptonita lo que debilita a los villanos kryptonianos. En el episodio "Double Cross", Firestorm ayuda a Batman y Hombre Plástico en su plan para detener a Deadshot. El episodio "The Cube Root" reveló que Martin era un excompañero de cuarto de la universidad del ex niño prodigio Michael Holt.

#### Acción en vivo
Firestorm ha aparecido recientemente en la serie televisiva de The CW, Arrowverso, con el profesor Martin Stein interpretado por Victor Garber.
 Sus socios son Ronnie Raymond, interpretado por Robbie Amell, y Jax Jackson, interpretado por Franz Drameh.
- Firestorm aparece por primera vez en la serie de 2014 The Flash, con Ronnie Raymond y el profesor Martin Stein como las dos mitades. Ronnie es ingeniero en S.T.A.R. Labs y el prometido de Caitlin, mientras que el profesor Stein es el creador de la matriz F.I.R.E.S.T.O.R.M. Se presume que Ronnie falleció por la explosión del acelerador de partículas mientras salvaba la vida de sus compañeros de trabajo. Sin embargo, sobrevivió y se fusionó con Stein, teniendo la matriz en sus personas, para convertirse en la entidad más tarde llamada Firestorm. Los dos pasan meses atrapados juntos, con Stein al mando principal de Firestorm, hasta que Caitlin descubre información de Jason Rusch (Luc Roderique),[34] antiguo asistente de Stein. Harrison Wells logra separar los dos, y finalmente aprenden a controlar sus poderes compartidos. Se filmó una escena que presenta la capacidad de Firestorm para manipular la materia, pero finalmente se cortó debido a limitaciones de tiempo.[35] Cuando una singularidad amenaza Ciudad Central, Firestorm vuela para interrumpir la singularidad, provocando la separación de las mitades, pero Barry Allen sólo puede recuperar a Stein mientras se presume que Ronnie está muerto. Después de la muerte de Eddie y Ronnie, el profesor Stein se convierte en miembro del Equipo Flash como asesor científico del grupo. Finalmente, Stein comienza a mostrar síntomas de que la matriz Firestorm se ha vuelto inestable sin un compañero, poniendo en peligro su vida. Cuando el Equipo Flash busca un posible candidato entre las personas que se han visto afectadas por la explosión de materia oscura de manera similar y que también poseen el mismo tipo de sangre, Jax Jackson finalmente se convierte en el nuevo socio. Una ex estrella de fútbol de la escuela secundaria (como Ronnie en los cómics), Jax se lesiona por la explosión del acelerador de partículas, terminando su carrera universitaria antes de comenzar. Jax duda al principio de convertirse en la nueva mitad de Firestorm, pero acepta cuando el único otro candidatousa los poderes para vengarse. Jax y Stein luego abandonan Ciudad Central para entrenar en el uso de sus poderes de Firestorm. Cuando Barry, Cisco y Harry Wells viajan a la Tierra-2, se encuentra Deathstorm (la contraparte de la Tierra-2 de Ronnie Raymond). Además de ser la pareja de Killer Frost, Deathstorm tiene el control de Ronnie, ya que no ha dejado salir a su compañero en años y ya no puede escucharlo. Cuando Deathstorm y su jefe Reverb casi matan a Barry, Zoom mata tanto a Reverb como a Deathstorm, dejando a Killer Frost llorando la muerte de Ronnie.
- Firestorm también aparece en el spin-off Legends of Tomorrow, con Martin Stein y Jax Jackson como las dos mitades, mientras que Graeme McComb retrata la encarnación más joven del primero. En la primera temporada, Jax inicialmente no quiere participar en la misión de Rip Hunter, en la medida en que Stein tiene que noquearlo para subir a bordo de la nave del tiempo. Finalmente, Jax comienza a apreciar ser parte del equipo. Durante un viaje a 1986, Stein se fusiona a la fuerza con Valentina Vostok para crear una Soviética Firestorm, pero es capaz de liberarse de la villana sociópata con el aliento de Jax; la separación y la fusión inadecuada desencadenan una explosión que aparentemente mata a Vostok. El final de la primera temporada presenta la capacidad de Firestorm para transmutar la materia, convirtiendo posteriormente un meteoro en agua antes de que Vándalo Salvaje pueda usarlo como parte de un plan complejo para deshacer la historia. En la segunda temporada, Stein asume brevemente el papel de líder del equipo, antes de entregarle las riendas a Sara Lance. Durante un viaje a 1987, Stein tiene un encuentro con su yo más joven, durante el cual reprende a su yo más joven por su actitud hacia su esposa. Cuando Stein regresa al presente en el cruce "Invasión", descubre que el intercambio lo ha llevado a tener ahora una hija llamada Lily. Inicialmente, Stein ve a Lily como una paradoja temporal, pero eventualmente se vuelve cercano y protector con Lily y así acepta su nueva vida como padre. Para la tercera temporada, Stein se ha convertido en abuelo después de que Lily tiene a Ronnie (el nombre de su compañero original de Firestorm), lo que llevó a Jax a pedirle ayuda a Ray Palmer para averiguar cómo podrían separar la matrix de Firestorm para que Jax pueda canalizar el poder por su cuenta. En el cruce de "Crisis en Tierra-X", Stein está gravemente herido tratando de ayudar a los héroes a escapar de Tierra-X y Jax también resulta herido debido a la conexión de la matrix Firestorm. Stein se sacrifica bebiendo la fórmula creada para separar la matrix Firestorm, salvando la vida de Jax. Después, Jax, todavía angustiado por la muerte de Stein, intenta cambiar la historia cuando entra en contacto con una versión de Stein de 1992 que ha sido desplazada al siglo XI, pero el joven Stein rechaza la oferta para evitar el riesgo de cambiar negativamente la historia. lo que llevó a Jax a dejar las Leyendas para curarse de su dolor. Jax regresa en el final de la temporada tres para ayudar a las Leyendas en la batalla final contra el demonio Mallus. Esta versión de Jax se presenta como si hubiera estado fuera del equipo durante cinco años, ahora felizmente casado y con una hija llamada Martina en honor a su compañero fallecido.

### Videojuegos
Martin Stein aparece en Injustice 2, con la voz de Fred Tatasciore. En el juego, él y la forma de Firestorm de Jason es un aliado de Batman, ayudando a restaurar el orden en el planeta después de la derrota del Gran Consejero Superman. Ellos y Blue Beetle son seleccionados por Batman para proteger la celda de Superman en la prisión conmemorativa de Lex Luthor de los miembros restantes del régimen y la fuerza de Brainiac. Cuando comienzan a sentirse abrumados, Firestorm amenaza con destruir la instalación con su energía nuclear, pero se abstiene después de que Batman llega y libera a Superman. Después, Batman reprende al dúo por su imprudencia y les pide que creen un fragmento dorado de Kryptonita para usar en caso de que Superman se vuelva villano. Más tarde se les lava el cerebro para que sirvan a Brainiac, pero son salvados por Batman y Superman. En su final, Firestorm intenta sobrecalentar los motores de Skull Ship para derrotar a Brainiac, pero el proceso hace que la nave explote y destruya los miles de mundos reunidos dentro. Aunque saben que los héroes nunca los volverán a mirar de la misma manera después de su error, aun así prometen su lealtad para ayudar a Batman si es necesario.